# Jose Padilla sr.
Jose Padilla sr. (30 oktober 1888 – 13 augustus 1945) was een Filipijns politicus.

## Biografie
Jose Padilla sr. studeerde rechten. Hij werd in 1919 gekozen als lid van het Filipijns Huis van Afgevaardigden namens het 1e kiesdistrict van Bulacan. In 1922 en 1925 werd Padilla herkozen. Na afloop van zijn derde termijn in 1928 won hij de gouverneursverkiezingen van Bulacan. Nadat hij er in 1931 niet in slaagde om herkozen te worden, won hij in 1934 wel een nieuwe termijn van drie jaar als gouverneur. Na zijn politieke loopbaan was Padilla werkzaam als advocaat en werkte hij bovendien als acteur.
Padilla was getrouwd met Clarita Ruiz en kreeg met haar vier kinderen, waaronder Jose Padilla jr. en Carlos Padilla sr.. 

## Bron
- Miguel R. Cornejo, Cornejo's Commonwealth directory of the Philippines, Encyclopedic ed., Manilla (1939)